# Thiabendazol
Thiabendazol (TBZ) ist ein Wirkstoff aus der Gruppe der Benzimidazole, der als Fungizid sowie als Anthelminthikum (Wurmmittel) verwendet wird. Es wurde 1964 von Merck, Sharp & Dohme eingeführt.

## Darstellung
Ammoniumdithiocarbamat und 3-Chlor-2-oxopropansäure reagieren unter Ringschluss zum Thiazol, welches mit Wasserstoffperoxid zur 4-Thiazolcarbonsäure oxidiert wird. Durch die Reaktion mit o-Phenylendiamin entsteht Thiabendazol.

## Verwendung

### Landwirtschaft
Die Substanz wird als systemisches Fungizid mit protektiver und kurativer Wirkung eingesetzt. Als Arbotect wurde es gegen das Ulmensterben eingesetzt.
In Deutschland und der Schweiz ist Thiabendazol als Wirkstoff in Wundverschlussmitteln für Bäume zugelassen. Zudem wird es in Deutschland und der Schweiz auch in Kombination mit den Wirkstoffen Fludioxonil, Azoxystrobin und Metalaxyl-M als Saatgutbehandlungsmittel verwendet. In der Schweiz darf Thiabendazol darüber hinaus auch in Gewächshäusern zur Bekämpfung der Grauschimmelfäule (Botrytis cinerea) sowie Echtem Mehltau verwendet werden. In Deutschland lief die Zulassung des Wirkstoffs als Pflanzenschutzmittel wegen Zeitablauf Ende 2024 aus.

### Pflanzenschutzmittel
Bis 1998 war Thiabendazol in der Liste der Lebensmittelzusatzstoffe unter der E-Nummer E 233 geführt. Seitdem wird der Wirkstoff als Fungizid geführt, wodurch aus der E-Nummer 233 die INS-Nummer 233 wurde. Am Einsatz ändert sich dadurch nichts: es wird den Wachsen beigemischt, mit denen die Schalen von Zitrusfrüchten und Bananen behandelt werden. Hier soll es die Bildung von Schimmelpilzen verhindern. Für Zitrusfrüchte ist der Hinweis „konserviert mit Thiabendazol“ vorgeschrieben, nicht jedoch für Bananen, obwohl die Aufnahme vor allem beim Schälen über die Hände erfolgt; häufig wird diese Angabe dennoch freiwillig gemacht. Ferner darf Thiabendazol in äußerst geringen Konzentrationen in Fruchtsäften enthalten sein.
Um das Schimmeln von Zitrusfrüchten zu verhindern, werden auch Imazalil, Orthophenylphenol oder Biphenyl verwendet.
Die deutsche Tabakverordnung erlaubt die Konservierung von Tabakfolie mit Thiabendazol.

### Tiermedizin
In der Tiermedizin ist Thiabendazol ein häufig verwendetes Wurmmittel, das vor allem gegen Nematoden eingesetzt wird. Es wird oral verabreicht. Der Wirkungsmechanismus ist noch nicht endgültig geklärt.

### Klebstoffe
Einige Klebstoffe und Dichtmittel enthalten Thiabendazol.

## Analytik
Die zuverlässige qualitative und quantitative Bestimmung von Thiabendazol gelingt nach angemessener Probenvorbereitung durch Kopplung der HPLC mit der Massenspektrometrie Auch die Gaschromatographie mit Massenspektrometrie-Kopplung eignet sich zur Bestimmung von Thiabendazol.

## Toxikologie
Die mittlere letale Dosis (LD50) beim Rind beträgt 700 mg·kg−1 Körpergewicht, beim Schaf 1200 mg·kg−1 Körpergewicht bei oraler Verabreichung.
Bei ähnlich hohen Dosierungen wurden bei Hunden teilweise schwere Leber- und Nierenschäden und Todesfälle beobachtet. Symptome einer Vergiftung mit Thiabendazol können Herzrasen, Inkoordination, Ataxie, starker Speichelfluss und Durchfall sein.
Insgesamt ist die akute Toxizität von Thiabendazol laut Bundesinstitut für gesundheitlichen Verbraucherschutz und Veterinärmedizin aber gering. Es gibt keine Hinweise auf eine krebserzeugende, erbgutverändernde oder fortpflanzungsgefährdende Wirkung beim Menschen.